# Second Coming (álbum de The Stone Roses)
Second Coming es el segundo álbum de estudio de la banda inglesa The Stone Roses. Las grabaciones se realizaron en los Forge Studios de Oswestry, Shropshire y Rockfield Studios cerca de Monmouth, Gales. 
El álbum fue certificado con doble disco platino en Reino Unido en el 2014. La placa está dedicada a Philip Hall, publicista de la banda, quien murió de cáncer en 1994. A la fecha el álbum ha vendido más de 1 millón de copias en todo el mundo. 

## Resumen
El segundo álbum de la banda de Mánchester llegó sobrecargado de expectativas generadas desde el lanzamiento de The Stone Roses en 1989. La demora en la publicación del disco fue causada por los problemas legales con la discográfica Silvertone. 
Second Coming posee canciones más oscuras y pesadas, con potentes riffs de guitarra, elementos de blues rock, jazz y música rural (extraída de sus grabaciones en Gales). Después del lanzamiento la reacción tanto de los fanáticos como de los críticos fue dispar, mostrando lo irregular de este trabajo en comparación al primer álbum de la banda. Del lanzamiento británico se sacan tres singles: "Love Spreads", "Ten Storey Love Song" y "Begging You".
Este sería el último trabajo de Stone Roses, ya que tiempo después de la publicación de Second Coming la banda se separaría definitivamente.

## Lista de canciones
1. "Breaking Into Heaven" (Squire) 11:21
2. "Driving South" (Squire) 5:09
3. "Ten Storey Love Song" (Squire) 4:29
4. "Daybreak" (Brown/Mounfield/Squire/Wren) 6:33
5. "Your Star Will Shine" (Squire) 2:59
6. "Straight To the Man" (Brown) 3:15
7. "Begging You" (Squire/Brown) 4:56
8. "Tightrope" (Squire) 4:27
9. "Good Times" (Squire) 5:40
10. "Tears" (Squire) 6:50
11. "How Do You Sleep" (Squire) 4:59
12. "Love Spreads" (Squire) 5:46
13–89 Untitled silent tracks 0:04
90. Untitled track, suele denominarse "The Fozz" (Brown/|Mounfield/Squire/Wren) 6:26
91–99 Untitled silent tracks 0:04

## Listas de éxito
Álbum
| Año  | Lista           | Posición |
| ---- | --------------- | -------- |
| 1994 | UK Album Charts | 4        |

## Personal
- Ian Brown - voz principal y coros
- John Squire: guitarras y coros
- Gary Mounfield - bajos
- Alan Wren - batería y coros
- Simon Dawson - Productor (todas las pistas), ingeniero (pistas 1, 2, 5, 6, 9, 12)
- Paul Schroeder - Productor (pistas 1, 2, 3, 6, 7, 9, 10, 11), ingeniero (pistas 1, 2, 6, 9)
- John Leckie - En parte responsable de la grabación (pistas 3, 7, 11)
- Mark Tolle - Iniciador de las grabaciones (pistas 4, 8, 10)
- Al "Bongo" Shaw - Iniciador de las grabaciones (pistas 4, 8, 10)

## Sencillos
| Año  | Sencillo               | Posición UK | Posición US |
| ---- | ---------------------- | ----------- | ----------- |
| 1994 | "Love Spreads"         | 2           | 2           |
| 1995 | "Ten Storey Love Song" | 11          | -           |
| 1995 | "Begging You"          | 15          | -           |
| 1996 | "Crimson Tonight"      | 94          | -           |

- Datos: Q1537413